# قطار گز
قطار گز، روستایی است از توابع بخش جلگه زوزن و در شهرستان خواف استان خراسان رضوی ایران.

## جمعیت
این روستا در دهستان کیبر قرار داشته و بر اساس سرشماری سال ۱۳۸۵ جمعیت آن (۱۰۱خانوار) ۴۳۱نفر
بوده است.